# 馬氏歧鬚鮠
馬氏歧鬚鮠，為輻鰭魚綱鯰形目倒立鯰科的其中一種，為熱帶淡水魚，分布於非洲坦尚尼亞Rufigi流域，體長可達30公分，棲息在岩石底質底中層水域，生活習性不明。